# 依巴谷陨击坑
依巴谷陨击坑是火星法厄同区的一座撞击坑，中心坐标位于南纬44.8度、西经151.4度处，直径93公里（58英里），其名称取自古希腊天文学家尼西亚的依巴谷（公元190年-210年），1973年被国际天文联合会批准接受。

## 河道
有大量证据表明火星河谷中曾流淌过液态水。70年代初水手9号火星探测器拍摄的图像中就已看到了弯曲的通道。事实上，2017年6月发表的一项研究计算出，在火星上冲刷出所有水道所需的水量甚至比该星球拟议中可能拥有的海洋还要大。水可能多次从海洋循环到火星各地的降雨中。本页部分图片显示了依巴谷陨击坑中的河道。

## 图集

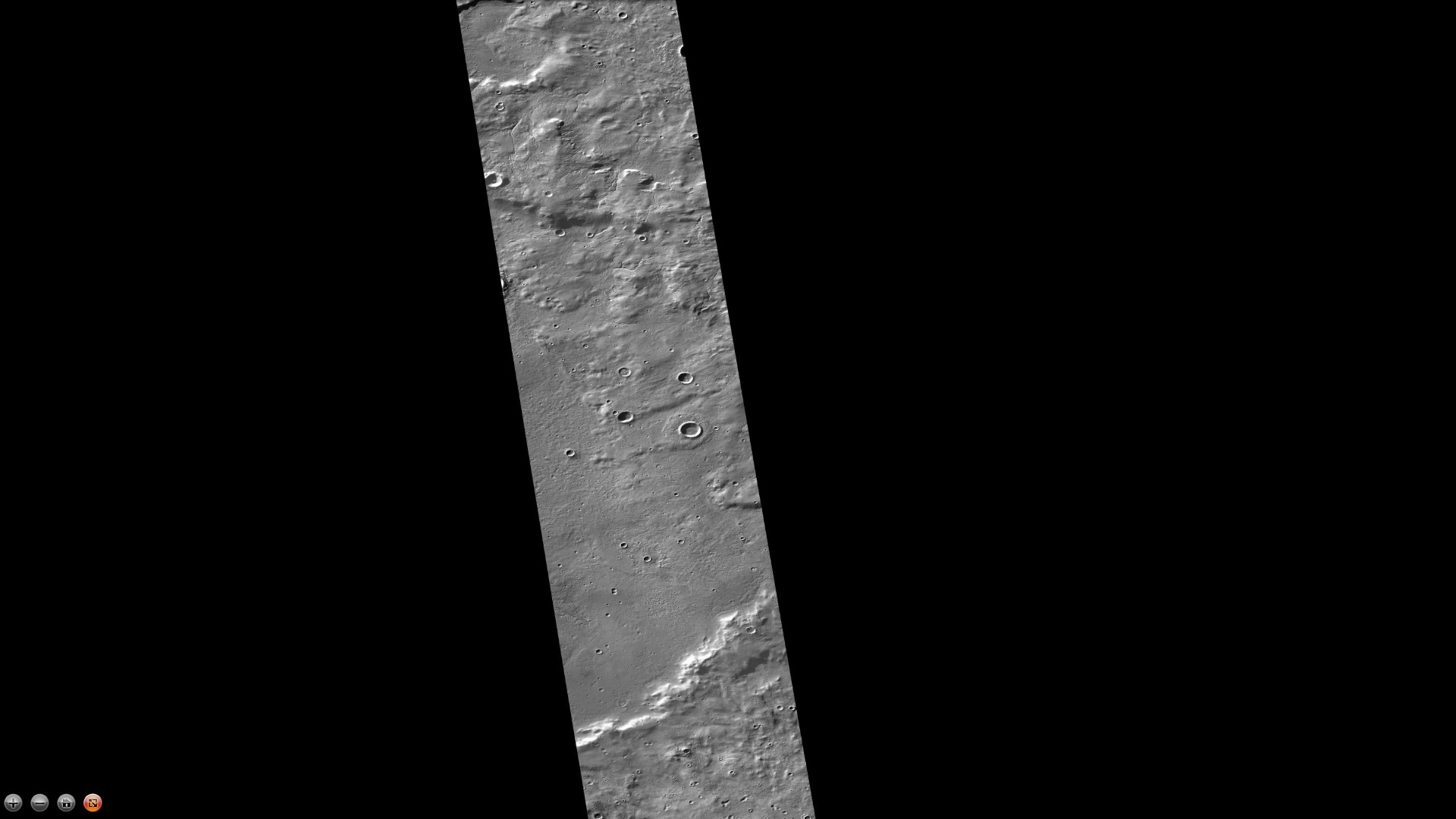
火星勘测轨道飞行器背景相机拍摄的依巴谷陨击坑东侧部分。
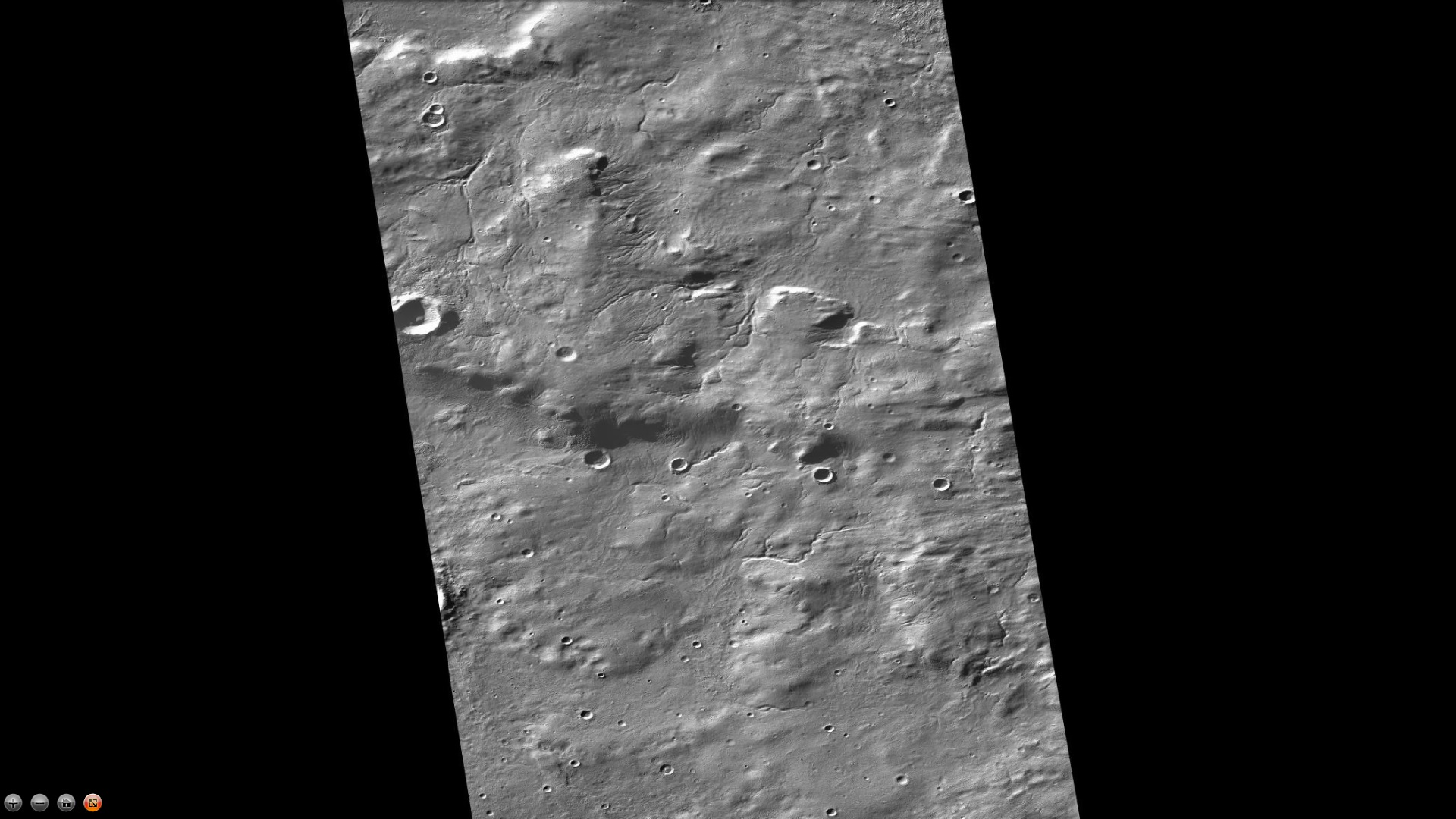
火星勘测轨道飞行器背景相机拍摄的依巴谷陨击坑内的小河道（放大的前一幅图像）。
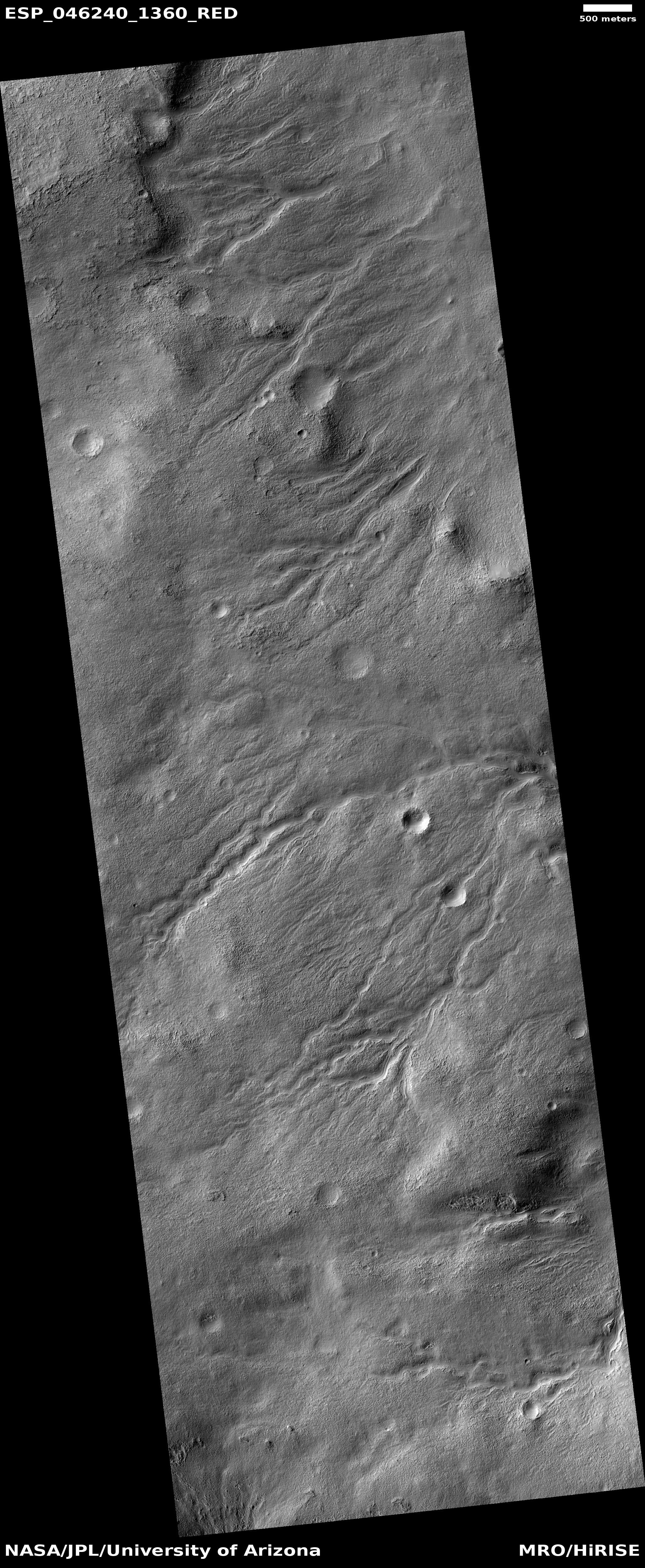
HiWish计划下高分辨率成像科学设备显示的依巴谷陨击坑边缘的河道宽景图
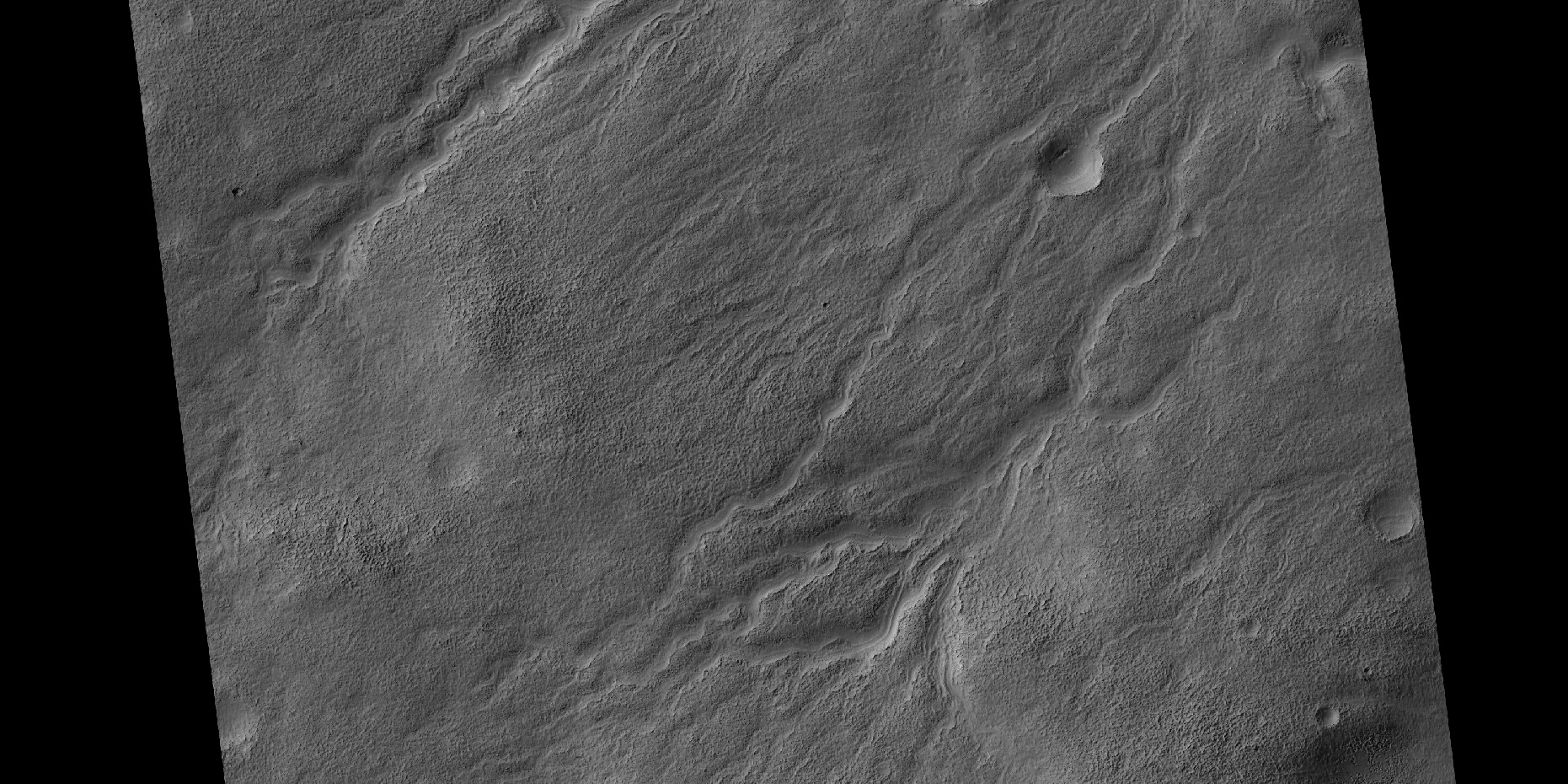
HiWish计划下高分辨率成像科学设备显示的依巴谷陨击坑边缘的河道近景。
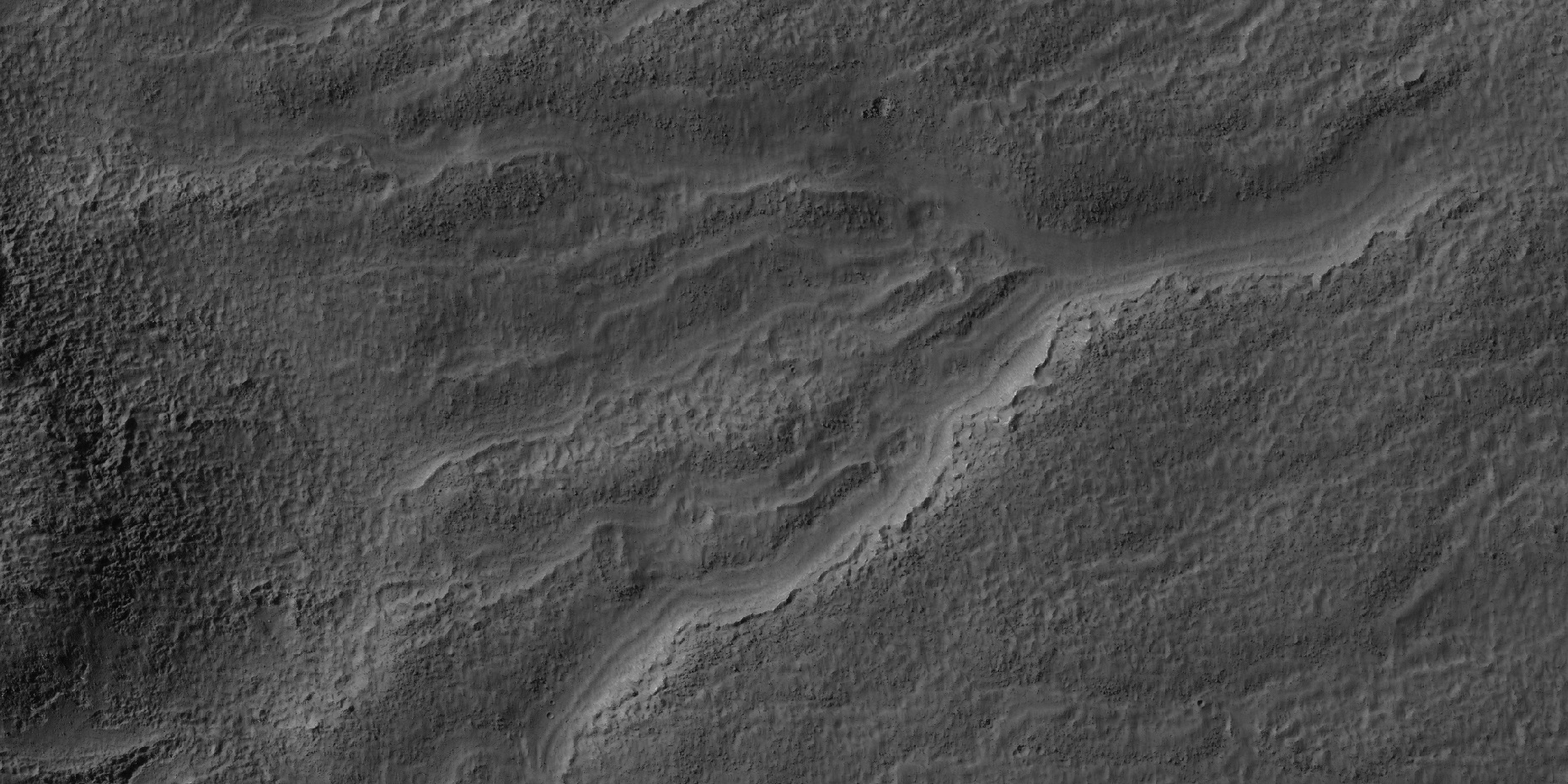
HiWish计划下高分辨率成像科学设备显示的依巴谷陨击坑边缘的河道特写。

## 另请查看
- 火星撞击坑